# هجوم بوجدور
هجوم بوجدور وقع يوم 13 فبراير سنة 1980 م، وهو جزء من حرب الصحراء الغربية. قامت خلاله القوات المسلحة الملكية بالتصدي لهجوم البوليساريو على بلدة بوجدور.

## المعركة
يوم 13 فبراير من سنة 1980 م، هاجم رتل من مقاتلي البوليساريو على متن 200 مركبة بلدة بوجدور الواقعة على بعد 200 كلم جنوب العيون. وبحسب البوليساريو، فقد تمكن مقاتلوها من إضرام النار في مستودعات الوقود والذخائر والمواد الغذائية، ثم تدمير منشآت الرادار، فضلاً عن تدمير كمية كبيرة من المواد الحربية. ومع ذلك، فقد اعترفت الجبهة بأنها لم تستطع الاستيلاء على المدينة بأكملها. في هذه الأثناء، بدأ سرب من خمسة مقاتلات من نورثروب إف-5 وأربعة مقاتلات من طراز داسو ميراج إف1 في رد الهجوم، لكن الوسائل المضادة للطائرات الجديدة المتاحة للبوليساريين تسببت في تدمير طائرة ميراج ومقتل طيارها.
بعد ساعات قليلة، وصلت التعزيزات المغربية التي جاءت لمساعدة المدينة التي تعرضت للهجوم من قبل مقاتلي البوليساريو. لكن تم إسقاط طائرة أخرى، هذه المرة مقاتلة من طراز نورثروب، وتم أسر طيارها بعد الهبوط بالمظلة. غير أن الجيش المغربي نجح أخيراً في صد المهاجمين متسببًا في خسائر بشرية كبيرة لهم.

## الخسائر
بحسب الحكومة المغربية، فإن خسائر البوليساريو بلغت أكثر من 200 قتيل و 50 مركبة مدمرة، بالإضافة إلى كمية كبيرة من الأسلحة والذخيرة التي استطاع الجيش المغربي استعادتها. وعلى الجانب المغربي ، قتل 9 جنود و أصيب 11 اخر، كما أسقطت طائرتين للقوات الجوية المغربية وفقا للرباط.
فيما كان بيان البوليساريو معارضا حرفيا لبيان الحكومة المغربية. إن التقييم المقدم من طرفهم لا يذكر سوى الخسائر المغربية، والذي يبدو مبالغاً فيه إلى حد كبير لأنه يتحدث عن مقتل ما يقرب من 430 جندي مغربي وإصابة المئات. علاوة على ذلك، أكدت البوليساريو تدمير الطائرتين في المعركة.

## أنظر أيضا
- حرب الصحراء الغربية
- بوجدور